# Recreativo Huelva
Recreativo de Huelva is een Spaanse voetbalclub uit de stad Huelva. Vanaf 2015 speelde Recreativo in de hoogste reeks van het amateurvoetbal, de Segunda División B. Tijdens het overgangsjaar 2020-2021 zouden ze zelfs afzakken naar het nieuwe vijfde niveau van het Spaans voetbal, de  Tercera División RFEF. Thuisstadion is het Nuevo Colombino.

## Geschiedenis
Recreativo werd op 23 december 1889 opgericht door buitenlandse mijnwerkers die in de regio van Huelva werkzaam waren. Hiermee is Recreativo de oudste voetbalclub van Spanje, wat de club de bijnaam El Decano (De Senior) opleverde. Recreativo speelde in de loop der jaren vooral in regionale divisies en de Segunda División A. 
Driemaal wist de club promotie naar de Primera División af te dwingen. De eerste keer was in 1979 onder coach Eusebio Ríos. In 2002 was de tweede promotie van Recreativo met Lucas Alcaraz als coach. De Andalusische ploeg bleef echter slechts één seizoen op het hoogste niveau. Wel werd in 2003 de finale van de Copa del Rey behaald onder leiding van trainer-coach Lucas Alcaraz. De eindstrijd ging echter verloren: Real Mallorca was met 3-0 te sterk door treffers van Walter Pandiani (strafschop) en Samuel Eto'o (2). Op 4 juni 2006 wist Recreativo opnieuw promotie naar de Primera División te bewerkstelligen. Twee speelrondes voor het einde van de Segunda División A won de club met 0-3 uit bij CD Numancia, waardoor promotie een feit was. Op de slotspeeldag werd het seizoen voor Recreativo nog mooier door een 0-2-overwinning uit bij Hércules CF. Hierdoor passeerde de club Gimnàstic de Tarragona op de ranglijst, waardoor Recreativo het kampioenschap van de Segunda A veroverde. Van 2006 tot 2009 speelde de club in de Primera División, maar in het seizoen 2008/2009 degradeerde de club met een twintigste plaats naar de Segunda División A. 
De terugval zette zich voort na zes seizoenen op het tweede niveau van het Spaanse voetbal. Het seizoen werd op de twintigste plaats afgesloten, waardoor de ploeg vanaf seizoen 2015/2016 in de Segunda División B uitkwam. De eerste drie seizoenen waren ook maar middelmatig met een dertiende, twaalfde en vijftiende plaats in de eindrangschikking. Tijdens het seizoen 2018/2019 werd Recreativo Huelva kampioen van groep IV en daardoor plaatste de club zich voor de eindronde. De wedstrijd tegen een andere kampioen ging verloren tegen CF Fuenlabrada en tijdens de herkansing werd de ploeg uitgeschakeld door CD Mirandés. In het seizoen 2019/2020, dat werd gekenmerkt door corona, zou de ploeg op een dertiende plaats eindigen. Het overgangsseizoen 2020/2021, het laatste van de reeks, werd een ramp en aan het einde van het seizoen zakte de ploeg tot het niveau van de Tercera División RFEF, oftewel het vijfde niveau van het Spaanse voetbal.
Dit eerste seizoen 2021/2022 op het vijfde niveau van het Spaanse voetbal was echter succesvol en de ploeg dwong dankzij de eerste plaats de promotie af naar de Segunda División RFEF.
Recreativo Huelva organiseert elke zomer de Trofeo Colombino.

## Erelijst
- Andalucía

1903 tot 1914
- Segunda División A

2006
- Promotie naar Primera División

1979, 2002, 2006
- Copa del Rey

Finalist: 2003

## Eindklasseringen
- 1940 6e
Segunda División
- 1941 2e
Tercera División
- 1942 1e
1e regionaal
- 1943
1e regionaal
- 1944 6e
Tercera División
- 1945 6e
Tercera División
- 1946 6e
Tercera División
- 1947 1e
Tercera División
- 1948 2e
Tercera División
- 1949 4e
Tercera División
- 1950 4e
Tercera División
- 1951 1e
Tercera División
- 1952 6e
Tercera División
- 1953 8e
Tercera División
- 1954 10e
Tercera División
- 1955 5e
Tercera División
- 1956 7e
Tercera División
- 1957 1e
Tercera División
- 1958 15e
Segunda División
- 1959 1e
Tercera División
- 1960 13e
Segunda División
- 1961 1e
Tercera División
- 1962 5e
Segunda División
- 1963 5e
Segunda División
- 1964 11e
Segunda División
- 1965 9e
Segunda División
- 1966 11e
Segunda División
- 1967 11e
Segunda División
- 1968 13e
Segunda División
- 1969 1e
Tercera División
- 1970 4e
Tercera División
- 1971 3e
Tercera División
- 1972 13e
Tercera División
- 1973 8e
Tercera División
- 1974 1e
Tercera División
- 1975 14e
Segunda División
- 1976 10e
Segunda División
- 1977 9e
Segunda División
- 1978 2e
Segunda División
- 1979 18e
Primera División
- 1980 12e
Segunda División
- 1981 16e
Segunda División
- 1982 14e
Segunda División
- 1983 10e
Segunda División
- 1984 12e
Segunda División
- 1985 10e
Segunda División
- 1986 9e
Segunda División
- 1987 3e
Segunda División
- 1988 15e
Segunda División
- 1989 5e
Segunda División
- 1990 19e
Segunda División
- 1991 2e
Segunda División B
- 1992 6e
Segunda División B
- 1993 8e
Segunda División B
- 1994 3e
Segunda División B
- 1995 14e
Segunda División B
- 1996 4e
Segunda División B
- 1997 8e
Segunda División B
- 1998 2e
Segunda División B
- 1999 12e
Segunda División
- 2000 21e
Segunda División
- 2001 6e
Segunda División
- 2002 3e
Segunda División
- 2003 18e
Primera División
- 2004 6e
Segunda División
- 2005 5e
Segunda División
- 2006 1e
Segunda División
- 2007 8e
Primera División
- 2008 16e
Primera División
- 2009 20e
Primera División
- 2010 9e
Segunda División
- 2011 12e
Segunda División
- 2012 17e
Segunda División
- 2013 13e
Segunda División
- 2014 8e
Segunda División
- 2015 20e
Segunda División
- 2016 13e
Segunda División B
- 2017 12e
Segunda División B
- 2018 15e
Segunda División B
- 2019 1e
Segunda División B
- 2020 13e
Segunda División B
- 2021 8e
Segunda División B
- 2022 1e
Tercera Federación
- 2023 2e
Segunda Federación
- 2024 6e
Primera Federación
- 2025 19e
Primera Federación

- Primera División
- Segunda División
- Primera Federación
- Segunda División B
- Segunda Federación
- Tercera Federación
- 1e regionaal

## Bekende (oud-)spelers

### Spanjaarden
- Manuel Almunia
- Mario Álvarez
- Luis Aragonés
- Óscar Arpón
- César Arzo
- Juanito
- Gerard López
- Raúl Molina
- Xisco Muñoz
- Roberto
- Curro Torres

### Overigen
- Kanga Akale
- Emmanuel Badu
- Paweł Brożek
- Beto
- Rodolfo Bodipo
- Juvenal
- Ersen Martin
- Mariano Pernía
- Aloys Nong
- Florent Sinama-Pongolle
- Ikechukwu Uche
- Luis Antonio Valencia

## Bekende coaches
- Eusebio Ríos
- Víctor Espárrago
- Joaquín Caparrós
- Lucas Alcaraz
- Víctor Muñoz